# Facebook Graph Search
Facebook Graph Search est un moteur de recherche sémantique lancé par Facebook en mars 2013. Il est conçu pour répondre à des questions écrites en langage naturel en utilisant l'ensemble des données de Facebook.

## Développement
Graph Search a été développé sous la direction des ex-employés de Google Lars Rasmussen (en)  et Tom Stocky (en) .
Son nom fait référence au graphe social dont Facebook est le support.